# Rainer Lengeler
Rainer Lengeler (* 3. März 1933 in Bracht, Belgien; † 29. Oktober 2022 in Würselen) war ein deutscher Anglist und Hochschullehrer.

## Leben und Wirken
Der in Ostbelgien geborene und aufgewachsene Rainer Lengeler studierte Anglistik und Germanistik in Leuven und an der Universität Köln und legte dort 1960 das erste Staatsexamen für den höheren Schuldienst ab. Ab 1960 war er dort als wissenschaftlicher Assistent tätig, seit 1962 dann an der Universität Bonn, wo er 1963 mit einer Dissertation über William Shakespeare promovierte. 1965 wechselte er an die Universität Gießen und 1970 an die Christian-Albrechts-Universität zu Kiel, wo er sich 1972 für das Fach Anglistik habilitierte. 1973 übernahm er eine ordentliche Professur für Englische Literaturwissenschaft an der Universität Düsseldorf und 1979 schließlich an der Universität Bonn. Emeritiert wurde er dort 1998. Schwerpunkte seiner wissenschaftlichen Arbeit war die Literatur der Shakespeare-Zeit und die moderne englische Literatur.
Lengeler war seit 1987 Mitglied der Rheinisch-Westfälischen Akademie der Wissenschaften.

## Veröffentlichungen (Auswahl)
- Tragische Wirklichkeit als groteske Verfremdung bei William Shakespeare (= Anglistische Studien, Bd. 2). Böhlau, Köln 1964 (= Dissertation Universität Bonn).
- Die Wüste als Bild der Moderne. In: Paul G. Buchloh (Hrsg.): Studien zur englischen und amerikanischen Sprache und Literatur. Festschrift für Helmut Papajewski (= Kieler Beiträge zur Anglistik und Amerikanistik, Bd. 10). Wachholtz, Neumünster 1974, S. 294–324, ISBN 3-529-03210-7.
- Das Theater der leidenschaftlichen Phantasie. Shakespeares "Sommernachtstraum" als Spiegel seiner Dichtungstheorie (= Kieler Beiträge zur Anglistik und Amerikanistik, Bd. 11). Wachholtz, Neumünster 1975, ISBN 3-529-03211-5 (= Habilitationsschrift Universität Kiel).
- (Hrsg.): Englische Literatur der Gegenwart. Bagel, Düsseldorf 1977, ISBN 3-513-02226-3.
- (Hrsg.): Die englische Literatur in Text und Darstellung. Bd. 3: 17. Jahrhundert: 1. Reclam, Stuttgart 1982, ISBN 3-15-007766-4.
- (Hrsg.): John Millington Synge / The playboy of the western world. Reclam, Stuttgart 1986, ISBN 3-15-009211-6.
- (Hrsg.): Peter Shaffer / Amadeus. A play. Reclam, Ditzingen 1987, ISBN 978-3-15-009219-4.
- Shakespeares Sonette in deutscher Übersetzung. Stefan George und Paul Celan. Westdeutscher Verlag, Opladen 1989, ISBN 3-531-07297-8.
- "Wer Wind sät ...".  Zur Verarbeitung eines Topos in der englischen Literatur. In: Wolf-Dieter Lange (Hrsg.): "In Ihnen begegnet sich das Abendland". Bonner Vorträge zur Erinnerung an Ernst Robert Curtius. Bouvier, Bonn 1990, S. 125–137, ISBN 3-416-02162-2.
- Shakespeares Much ado about nothing als Komödie. Westdeutscher Verlag, Opladen 1992, ISBN 3-531-07314-1.
- Literaturgeschichtsschreibung in Nöten. Überlegungen zur Geschichte der englischen Literatur des 20. Jahrhunderts. Westdeutscher Verlag, Opladen 1995, ISBN 3-531-07328-1.
- Quelle oder Stein des Anstoßes: 'The Rare Triumphs of Love and Fortune' (1589) und Shakespeares 'Cymbeline'. Schöningh, Paderborn 2003, ISBN 3-506-71485-6.
- Derek Walcott. Ein moderner Homer der Karibik [Hans-Werner Ludwig zum 70. Geburtstag]. Schöningh, Paderborn 2005, ISBN 3-506-72887-3.

Außerdem weitere Aufsätze in Fachzeitschriften.
Festschrift
- Manfred Beyer (Hrsg.): Zum Begriff der Imagination in Dichtung und Dichtungstheorie. Festschrift für Rainer Lengeler zum 65. Geburtstag. Wiss. Verlag Trier, Trier 1998, ISBN 3-88476-281-8.